# Paxton Pomykal
Paxton Pomykal, né le 17 décembre 1999 à Lewisville dans le Texas aux États-Unis, est un joueur international américain de soccer. Il évolue au poste de milieu offensif au FC Dallas en MLS.

## Biographie

### FC Dallas
Né à Lewisville dans le Texas, Paxton Pomykal passe par l'académie du FC Dallas, où il est formé. Il signe son premier contrat le 8 septembre 2016. Pomykal joue son premier match en professionnel le 2 mars 2017, à l'occasion d'une rencontre de Ligue des champions de la CONCACAF face au Deportivo Árabe Unido. Il entre en jeu en cours de partie ce jour-là, et son équipe s'incline (2-1). Il fait ses débuts en Major League Soccer dix jours plus tard, face à Kansas City, où il est cette fois-ci titularisé. Les deux équipes se séparent alors sur un match nul (0-0).
Le 9 mars 2019, il délivre sa première passe décisive en MLS, lors de la réception du Galaxy de Los Angeles (victoire 2-0). Par la suite, le 31 mars 2019, il inscrit ses deux premiers buts en MLS, sur la pelouse du Real Salt Lake (victoire 2-4).
Le 1er août 2021, Pomykal participe à la victoire de son équipe en ouvrant le score lors d'une rencontre de MLS contre le Sporting de Kansas City (1-2 score final).

### En sélection nationale
Avec l'équipe des États-Unis des moins de 20 ans, Paxton Pomykal participe au championnat de la CONCACAF des moins de 20 ans en 2018. Lors de cette compétition organisée dans son pays natal, il se met en évidence en inscrivant trois buts : contre Porto Rico, les îles Vierges des États-Unis, et Trinité-et-Tobago. Il délivre également sept passes décisives : trois passes contre Porto Rico, une face à Trinité-et-Tobago, une autre face au Suriname, et enfin deux passes lors de la finale remportée face au Mexique.
Paxton Pomykal dispute ensuite la Coupe du monde des moins de 20 ans en 2019, qui se déroule en Pologne. Lors du mondial junior, il officie comme capitaine et joue quatre matchs. Les joueurs américains s'inclinent en quart de finale face à l'Équateur.
Le 7 septembre 2019, il figure pour la première fois sur le banc des remplaçants de l'équipe nationale A, sans entrer en jeu, lors d'une rencontre amicale face au Mexique (défaite 0-3). Quatre jours plus tard, le 11 septembre, Paxton Pomykal honore finalement sa première sélection avec l'équipe nationale des États-Unis, en amical contre l'Uruguay. Il entre en jeu en cours de partir ce jour-là, et les deux équipes se séparent sur un match nul (1-1).

## Palmarès
- Vainqueur du championnat de la CONCACAF des moins de 20 ans en 2018 avec l'équipe des États-Unis des moins de 20 ans

## Statistiques
| Saison                | Club                  | Championnat           | Championnat | Championnat | Coupe(s) nationale(s) | Coupe(s) nationale(s) | Compétition(s) continentale(s) | Compétition(s) continentale(s) | Compétition(s) continentale(s) | Séries | Séries | États-Unis | États-Unis | Total | Total |
| Saison                | Club                  | Division              | M.          | B.          | M.                    | B.                    | Comp.                          | M.                             | B.                             | M.     | B.     | M.         | B.         | M.    | B.    |
| 2016                  | FC Dallas             | MLS                   | 0           | 0           | -                     | -                     | LCC                            | 0                              | 0                              | 0      | 0      | -          | -          | 0     | 0     |
| 2017                  | FC Dallas             | MLS                   | 2           | 0           | 2                     | 0                     | LCC                            | 1                              | 0                              | -      | -      | -          | -          | 5     | 0     |
| 2018                  | FC Dallas             | MLS                   | 6           | 0           | 1                     | 0                     | LCC                            | 0                              | 0                              | 0      | 0      | -          | -          | 7     | 0     |
| 2019                  | FC Dallas             | MLS                   | 25          | 2           | 1                     | 0                     | -                              | -                              | -                              | 1      | 0      | 1          | 0          | 28    | 2     |
| 2020                  | FC Dallas             | MLS                   | 5           | 1           | -                     | -                     | -                              | -                              | -                              | 0      | 0      | -          | -          | 5     | 1     |
| 2021                  | FC Dallas             | MLS                   | 31          | 1           | -                     | -                     | -                              | -                              | -                              | -      | -      | -          | -          | 31    | 1     |
| 2022                  | FC Dallas             | MLS                   | 33          | 0           | 0                     | 0                     | -                              | -                              | -                              | 2      | 0      | -          | -          | 35    | 0     |
| 2023                  | FC Dallas             | MLS                   | 0           | 0           | 0                     | 0                     | -                              | -                              | -                              | -      | -      | -          | -          | 0     | 0     |
| Total sur la carrière | Total sur la carrière | Total sur la carrière | 102         | 4           | 4                     | 0                     | -                              | 1                              | 0                              | 3      | 0      | 1          | 0          | 111   | 4     |